# インテリオル山地

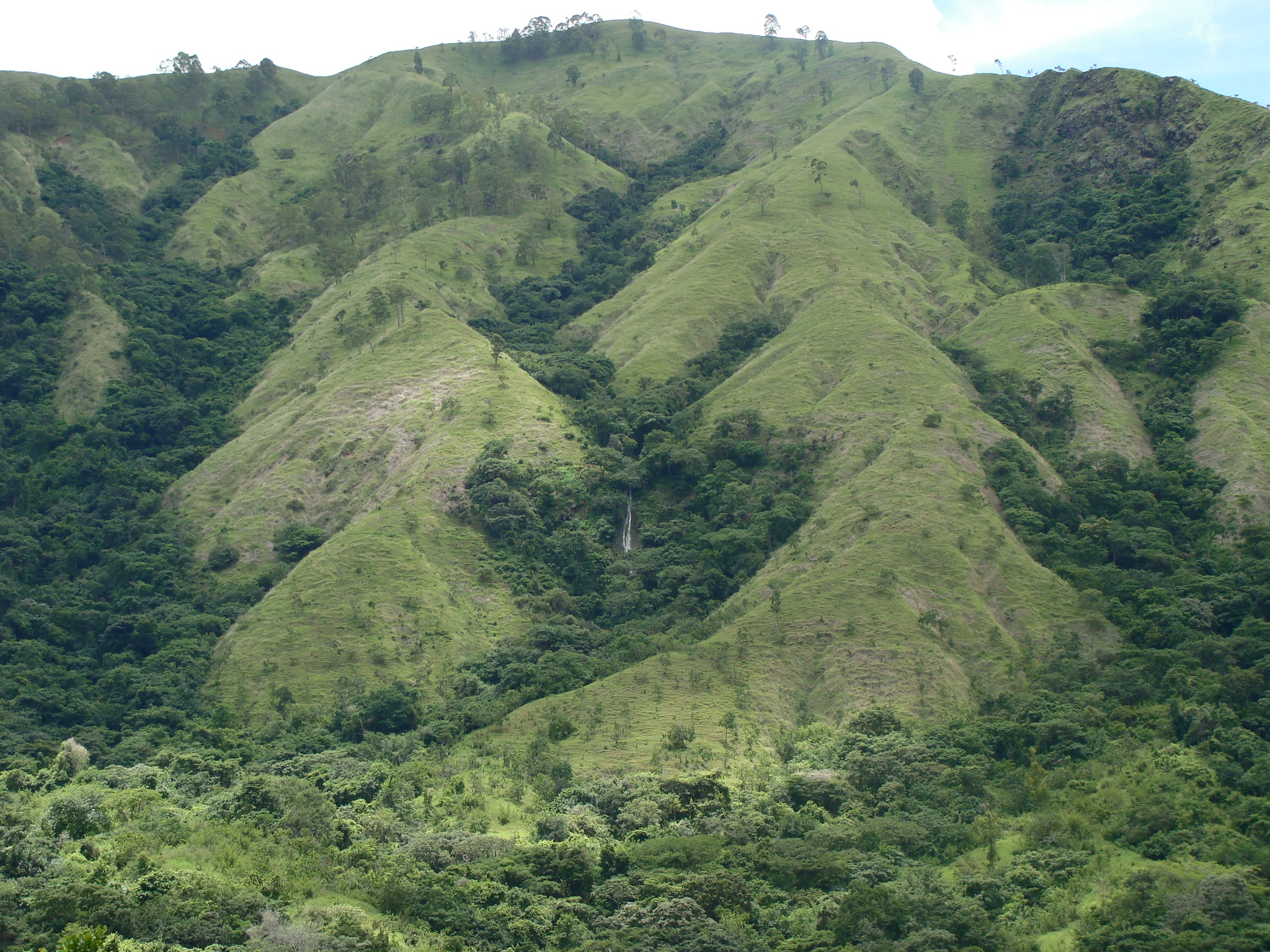
インテリオル山地の一部
（グアリコ州、2008年8月）

インテリオル山地（インテリオルさんち、スペイン語 Serranía del Interior）は、ベネズエラの中北部を東西に横切る山地である。
エルパルマル高原から東に伸びる二つの山脈のうち、南側のものがインテリオル山地である。北で並行するのは、カラジャカ山脈とそれに続くコスタ山脈で、インテリオル山地より険しい。南北の山脈は白亜紀に形成された。縮尺が大きな地図ではアンデス山脈の延長とも見えるが、地質的にはそれより古い。インテリオル山地は州境をなす山地の中心線で千メートルを越える程度で、あまり険しくなく、著明な山は含まれない。東でカリブ海にぶつかって終わる。
山地の北側はミランダ州で、そのうち西半分でトゥイ盆地、東半分でバルロベント平野を見下ろす。山地の南側はグアリコ州で、大平原リャノの北を限る。西の端はアラグア州、東の端がアンソアテギ州である。